# Ludwig Müller (Kabarettist)

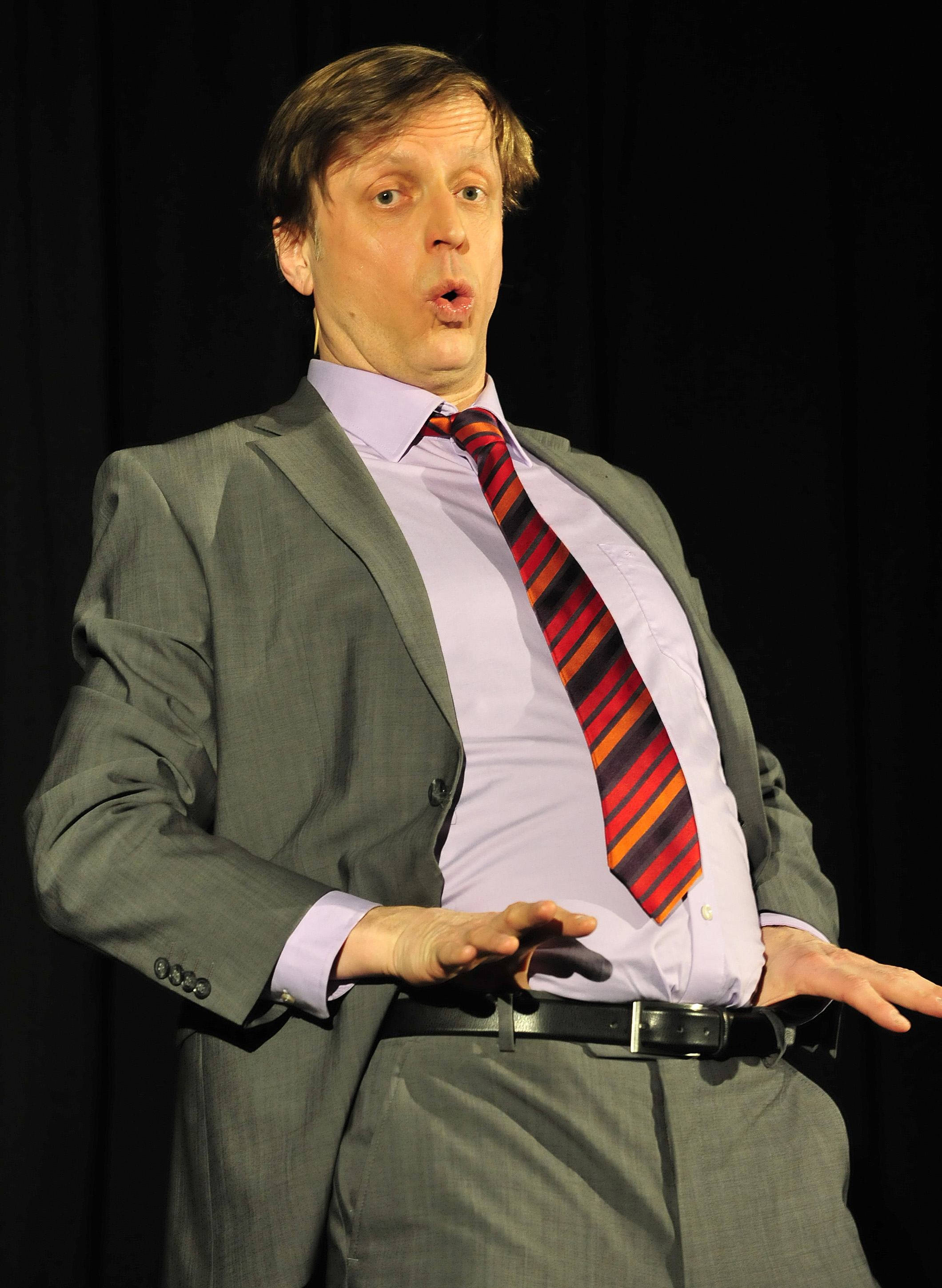
Ludwig W. Müller 2011

Ludwig Wolfgang Müller (* 11. August 1966 in Innsbruck) ist ein österreichischer Darsteller, Autor und Kabarettist.

## Leben
Ludwig Wolfgang Müller wurde in Innsbruck geboren und verbrachte die ersten Lebensjahre in Fieberbrunn/Tirol. Im Jahre 1976 zogen die Eltern mit ihm nach Gmunden in Oberösterreich. 1985 begann er das Studium der Rechtswissenschaften in Wien. Abends arbeitete er als Billeteur am Wiener Burgtheater/Akademietheater, exakt zu der Zeit, als Claus Peymann die Leitung übernahm und Thomas Bernhard mit „Heldenplatz“ einen republikweiten Theaterskandal provozierte. Ludwig W. Müller schloss sein Jusstudium ab, nahm aber währenddessen Schauspiel- und Sprechunterricht und schrieb erste Gedichte und Kurzstücke.
Im Jahr 1995 trat er das erste Mal im Grazer Theatercafé auf und blieb dem Kabarett seitdem treu. Im Jahre 2005 heiratete er Sissy Schmidhuber und zog mit ihr nach München-Schwabing. Der Ehe entstammt ein Sohn (* 2008).
Ludwig W. Müller war oftmaliger Gast in Ottfried Fischers Schlachthof im BR sowie in verschiedenen ORF-Formaten („Kunststücke“, „Willkommen Österreich“) und im Privatsender Puls 4 („Vurschrift is Vurschrift“, „Sehr witzig“). 2012 spielte er in der ORF-III-Serie Mein Almanca an der Seite von Zeynep Buyraç die männliche Hauptrolle. 2012 und 2014 war er im Rahmen der Hyundai Kabarett-Tage und 2017 bei Kabarett im Turm im ORF zu sehen.

## Programme
- Geehrt und gefedert
- Total brachial
- Der Paragrafenreiter
- Galanacht des Schüttelreims
- Dönermonarchie
- DichterVerkehr

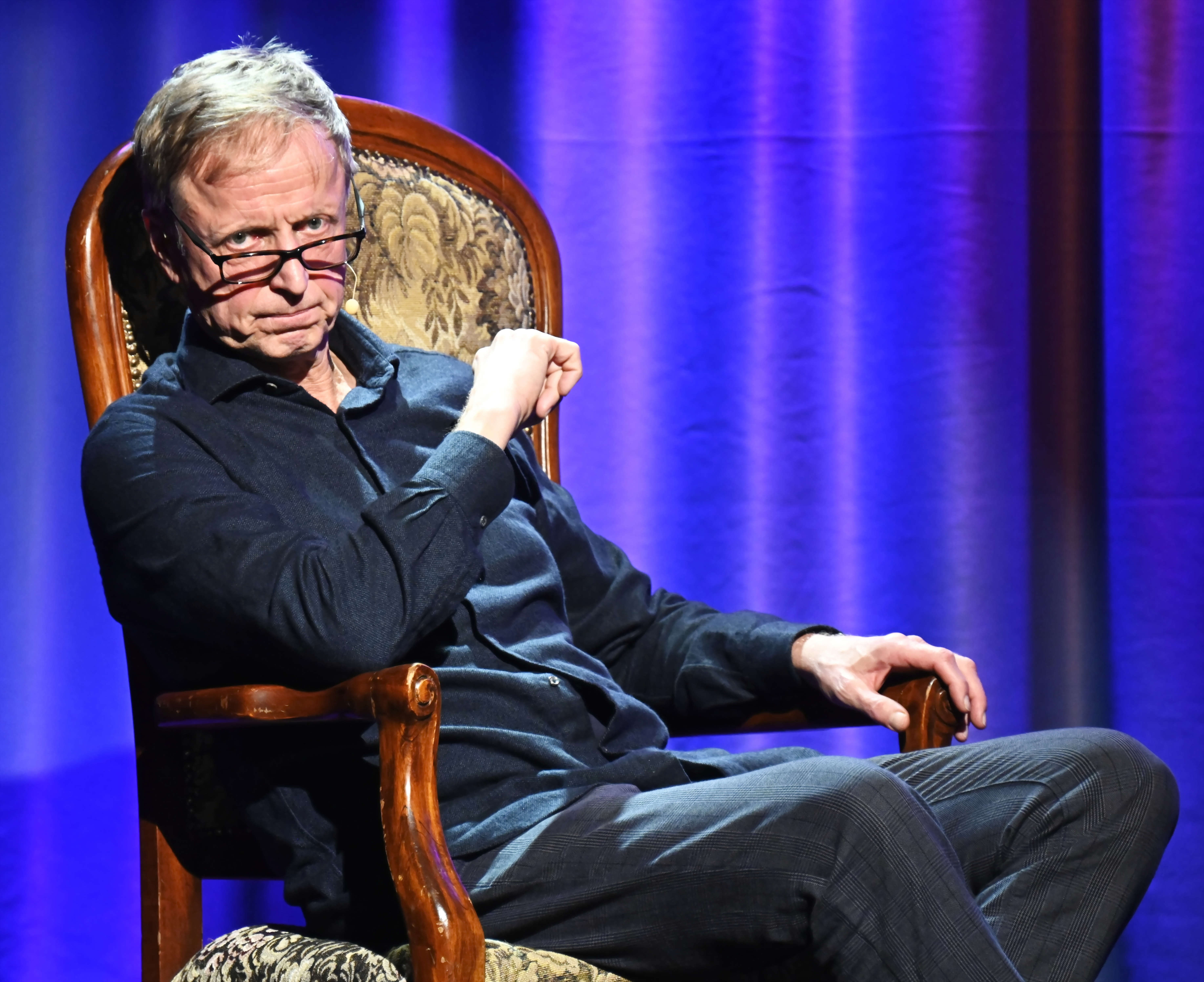
Ludwig Müller in Unverpackt

- Absolute Weltklapse - Eine Einweisung
- Witz ins Dunkel
- Unverpackt - Was lange gärt, wird endlich Wut
- A Ruah is!!!

## Bücher
- 2006: Tang Fung, Wien, Ueberreuter, ISBN 978-3-8000-7232-3
- 2008: Unfassbares Österreich, Wien, Ueberreuter, ISBN 978-3-8000-7382-5
- 2011: Der Paragrafenreiter, Wien, Amalthea Signum-Verlag, ISBN 978-3-85002-762-5
- 2012: Tirol. Jagatee for two - ein Heimatbuch, Meerbusch, Conbook Verlag, ISBN 978-3-934918-97-9
- 2020: Reimwerk - Schüttelreime: Dramolette - Kurztexte, Berndorf, KRAL-Verlag, ISBN 978-3-990247-61-7

## Diskografie
- 1998: short katz, Libro
- 1999: Jackpot, Libro
- 1998: Die Ankunft des Arabers, GNU-Productions
- 2001: Blaues Blut
- 2003: Hell auf der Platte
- 2006: Herr Müller sucht das Glück, Selbstverlag
- 2007: Hörbuch: Tang Fung, Radioropa
- 2008: DVD: Best of Ludwig W. Müller „Geehrt und gefedert“
- 2012: Dönermonarchie - eine Austrospektive
- 2016: DichterVerkehr, Südpolmusic

## Auszeichnungen
- 1995: Publikumspreis beim Grazer Kleinkunstwettbewerb
- 2000: Passauer Scharfrichterbeil
- 2003: Silberner Stuttgarter Besen
- 2005: Nominierung Prix Pantheon
- 2008: Salzburger Stier